# Matthias Schümann
Matthias Schümann (* 1970 in Rostock) ist ein deutscher Autor.

## Leben
Schümann studierte Germanistik sowie Anglistik und absolvierte dann eine journalistische Ausbildung. Seit Mitte der 1990er-Jahre arbeitet er vor allem für Tageszeitungen und Zeitschriften. Er lebt heute als freiberuflicher Journalist, Texter und Pressesprecher in Rostock.

## Werke
- Kunstwege. Spaziergänge durch Rostock und Warnemünde. Fotos Reiner Mnich. Hinstorff, Rostock 2006, ISBN 3-356-01128-6.
- mit Michael Joseph: Mecklenburg-Vorpommern. Anleitung für Ausspanner. Hinstorff, Rostock 2010, ISBN 978-3-356-01364-1.
- Einsatzort Wanderweg. Mit Axel Prahl und Jan Josef Liefers durch Mecklenburg-Vorpommern. Fotos Danny Gohlke. Hinstorff, Rostock 2010, ISBN 978-3-356-01354-2.
- mit Michael Joseph: Herrentier. Hinstorff, Rostock 2012, ISBN 978-3-356-01519-5.